# Symphyotrichum divaricatum
Symphyotrichum divaricatum là một loài thực vật có hoa trong họ Cúc. Loài này được (Nutt.) G.L.Nesom miêu tả khoa học đầu tiên năm 1994.